# Bat Head Soup: A Tribute to Ozzy
Bat Head Soup: A Tribute to Ozzy foi um álbum realizado em 2000, por diversos nomes do cenário heavy metal mundial, em tributo ao músico Ozzy Osbourne.
| Críticas profissionais                                                      | Críticas profissionais |
| Avaliações da crítica                                                       | Avaliações da crítica  |
| Fonte                                                                       | Avaliação              |
| --------------------------------------------------------------------------- | ---------------------- |
| Amazon.com                                                                  | [ 1 ]                  |
| Esta tabela precisa de ser acompanhada por texto em prosa. Consulte o guia. |                        |

## Faixas
1. "Mr. Crowley" (4'56")
(Tim "Ripper" Owens / Yngwie Malmsteen / Tim Bogert / Tommy Aldridge / Derek Sherinian)
2. "Over The Mountain" (4'38")
(Mark Slaughter / Brad Gillis / Gary Moon / Eric Singer / Paul Taylor)
3. "Desire" (5'55")
(Lemmy Kilmister / Richie Kotzen / Tony Franklin / Vinnie Colaiuta)
4. "Crazy Train" (5'15")
(Dee Snider / Doug Aldrich / Tony Levin / Jason Bonham)
5. "Goodbye To Romance" (5'39")
(Lisa Loeb / Dweezil Zappa / Michael Porcaro / Stephen Ferrone / Michael Sherwood)
6. "Hellraiser" (5'37")
(Joe Lynn Turner / Steve Lukather / Billy Sherwood / Jay Schellen / Paul Taylor)
7. "Shot In The Dark" (4'42")
(Jeff Scott Soto / Bruce Kulick / Ricky Phillips / Pat Torpey / Derek Sherinian)
8. "Children Of The Grave" (5'13")
(Jeff Martin / Paul Gilbert / John Alderete / Scott Travis)
9. "Paranoid" (3'36")
(Vince Neil / George Lynch / Stu Hamm / Gregg Bissonette)
10. "Suicide Solution" (4'05")
(Adam Paskowitz / Peter Perdichizzi / James Book / Nick Lucero)
11. "I Don't Know" (5'22")
(Jack Blades / Reb Beach / Jeff Pilson / Bobby Blotzer / Paul Taylor)